# Almo Collegio Borromeo

L'Almo Collegio Borromeo est une résidence universitaire privée (collegio) à Pavie, région de Lombardie, Italie. Il est classé comme « Institut culturel hautement qualifié » par le ministère de l'Éducation, des Universités et de la Recherche et est la plus ancienne institution de ce type encore en activité en Italie. Avec le Collegio Ghislieri - avec lequel une vive rivalité goliardique s'est développée au cours des siècles - c'est l'un des deux collèges de Pavie au patrimoine historique. Le bâtiment qui abrite le collège a été conçu par Pellegrino Tibaldi et surplombe le Tessin, entouré de jardins paysagers et des jardins Borromeo. Vasari l'a décrit comme un "palais de la connaissance" (« palazzo per la Sapienza »).
Le collège sélectionne les étudiants de l'Université de Pavie par le biais d'un concours public rigoureux basé sur des tests passés chaque année. Les services offerts par le collège ne se limitent pas à la nourriture et au logement, mais sont plutôt axés sur l'offre de formations parallèles et intégrées à l'université : par exemple, le CEGA (Centre d'Éthique Générale et Appliquée) est hébergé par le collège ; ainsi que des conférences, des présentations de livres sur l'actualité, l'accueil de la chaire de théologie, et offrant d'innombrables moments de réflexion, en plus des saisons artistiques et musicales toujours riches de la vie du collège. Le collège propose également divers programmes d'échange, avec des institutions telles que Corpus Christi College, Cambridge et le College of Saint Benedict and Saint John's University.

## Histoire
Le Collegio Borromeo a été fondé en 1561 par la succession du cardinal Saint-Charles Borromée qui visait à créer une institution pour accueillir de jeunes étudiants prometteurs en difficulté économique. C'est toujours l'objectif de la Fondazione Collegio Borromeo. Le 10 mai 2009, la Section Féminine a été inaugurée en présence de la Ministre Mariastella Gelmini et du Cardinal Dionigi Tettamanzi ; il est destiné à accueillir une cinquantaine d'étudiantes parmi les plus méritantes de l'Université de Pavie.

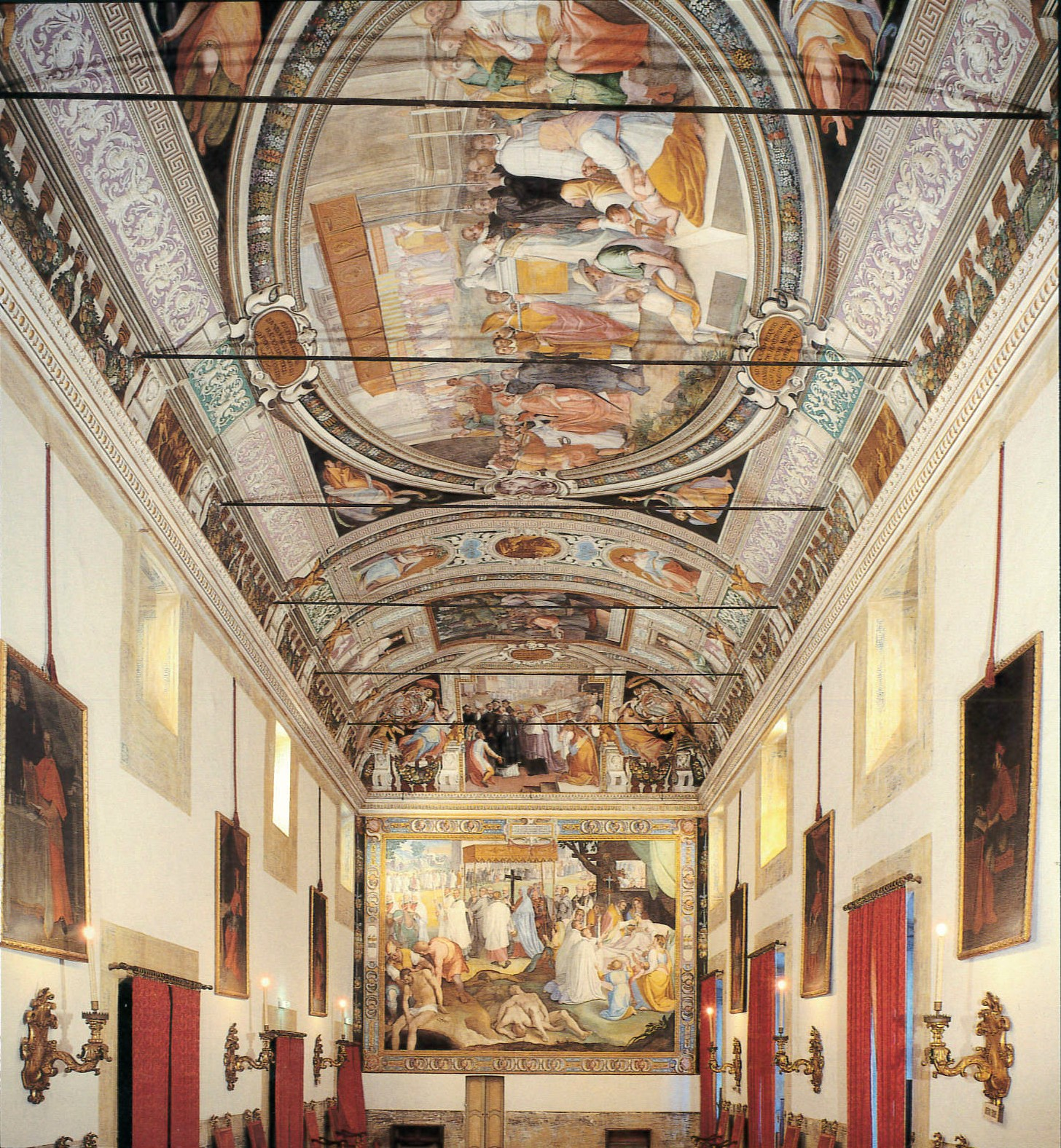
Cesare Nebbia, Federico Zuccari, Salone.

## Pièces
(octobre 2022).
Les chambres d'étudiants sont réparties selon les côtés du bâtiment: « Piazza » (Place) du côté ouest, face à la Piazza Borromeo, « Giardino » (Jardin) du côté sud, « Vicolo » (Lane) sur le côté nord, donnant sur Via Cardinal Tosi. Le côté est s'appelle « Richini », car il est situé sur un jardin du XVIIe sièclee conçu par Francesco Maria Richini, et abrite deux salles de style auditorium (Salle blanche et Salle murale) avec des chambres privées à l'étage pour les invités. Les chambres sont également divisées en plusieurs niveaux : « Mezzanino » (mezzanine), « Nobile » (étage noble), « Paradiso » (deuxième mezzanine) et « Iperuranio » (grenier). Sur le côté sud se trouvent également « Sangiovannino alto » et « basso » (Supérieur et Inférieur), sauvés de l'église de San Giovanni in Borgo avant sa démolition au XIXe siècle.

## Salles d'apparat
La salle blanche, située au rez-de-chaussée, du côté Francesco Maria Richini du Collège, est utilisée pour des séminaires et des conférences. Elle peut accueillir environ 100 personnes et se caractérise par de hautes portes en bois du XVIIIe siècle en vert pastel et feuille d'or. Des peintures des mécènes du Collège, membres de la famille Borromée, décorent les murs. La salle des fresques, adjacente à la salle blanche, tire son nom d'une série de fresques qui illustrent différents moments de la vie de Charles Borromée, fondateur du Collège. Elle a une capacité d'environ 200 personnes et est utilisé pour des congrès, des conventions et des concerts. Sur les murs est et ouest, qui ne sont pas décorés de fresques, sont accrochées une série de peintures représentant des cardinaux de la famille Borromée de différentes époques. Les fresques, dues à Cesare Nebbia, Federico Zuccari et collaborateurs, ont été réalisées au début du XVIIe siècle sur commande de Federico Borromeo ; ils recouvrent le mur d'entrée (nord), le mur du fond (sud) et le plafond du hall. Les plus grandes fresques murales font référence à la nomination cardinalice de Charles Borromée et à divers épisodes relatifs à la peste de 1576-1577, dite « peste de Saint Charles ».

## Chapelle
La chapelle, dédiée à Sainte Justine, patronne de la famille Borromée, et à Saint Charles Borromée, a été achevée en 1581 et est régulièrement officiée. À l'extérieur, il possède un important portail en marbre du XVIIe siècle, surmonté du buste de Saint Charles. La voûte en berceau est décorée des fresques les plus anciennes du Palais, réalisées par le peintre Giovanni Battista Muttoni en 1579, dans le style maniériste tardif, et représentent quatre scènes de l'Ancien Testament, insérées dans des carrés de perspective et des cadres multiples et exubérants, pleins de motifs géométriques. ornements, bordures de fruits et légumes et décorations grotesques. Les murs sont décorés de fresques en 1909 par Manlio Oppio, Osvaldo Bignami : les saints patrons des étudiants des collèges et universités font face aux quatre tours. Le sol est celui d'origine du XVIe siècle, en terre cuite lombarde, avec les veines bicolores typiques rappelant le bois, tandis que le chœur a été ajouté au XIXe siècle.

## Bibliothèque et archives
La bibliothèque du collège est l'une des plus anciennes de Pavie, en fait elle a été construite dans la seconde moitié du XVIe siècle et possède un patrimoine de plus de 40 000 volumes, plus de 2 300 volumes anciens et 70 périodiques, tous actifs. Le fonds de la bibliothèque antique : il conserve environ 2 000 volumes imprimés entre les XVe et XIXe siècles, sur les sujets les plus variés (histoire, droit, philosophie, théologie, littérature et sciences), certains de grande valeur, comme les Triomphes et les Recueils de chansons de Pétrarque imprimé à Venise par Bernardino da Novara en 1488 ou l'édition de Les Fiancés enrichie d'illustrations de Francesco Gonin (1840-1842). Les archives du Collegio Borromeo conservent non seulement la documentation concernant l'institution (y compris la bulle émise par le pape Pie IV le 15 octobre 1561 avec laquelle le collège a été créé), mais aussi une partie des archives du monastère de San Maiolo, le dont les propriétés foncières sont passées au collège en 1564, la documentation offerte par d'anciens élèves ou professeurs d'université et la photothèque, en partie numérisée. Parmi les nombreux fonds d'archives nous citons : Le Fonds des Possessions (extrêmes chronologiques 1320-1900) : qui rassemble la documentation concernant à la fois la construction du bâtiment du collège et les nombreuses possessions, notamment agricoles, du collège et le Fonds des Parchemins (982-1776) : il conserve 446 parchemins, la plupart d'entre eux, environ 350, provenant des archives du monastère de San Maiolo et concernant, surtout, les propriétés foncières du monastère.

## Jardins
Les deux jardins du Collegio reflètent l'esthétique et le climat culturel des époques où ils ont été construits. L'italien, du XVIe   au   XVIIe siècle, se caractérise par des haies basses régulières disposées géométriquement, symétriques par rapport à l'axe central qui va du portail en fer à la fontaine, toutes deux de Francesco Maria Richini. Celle anglaise, du XIXe siècle, a une disposition irrégulière et les espèces végétales sont différentes et différemment placées, pour produire un effet "naturel" cher à l'esthétique romantique. Les jardins Borromées, un grand espace vert à l'est du Collège, l'isolent du contexte urbain environnant et font des deux jardins une oasis de paix et de silence dans la ville de Pavie.

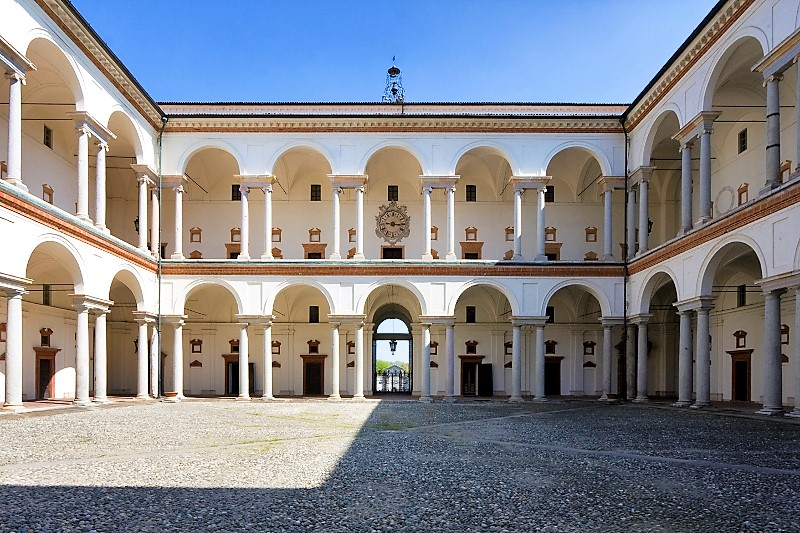
La cour à arcades.
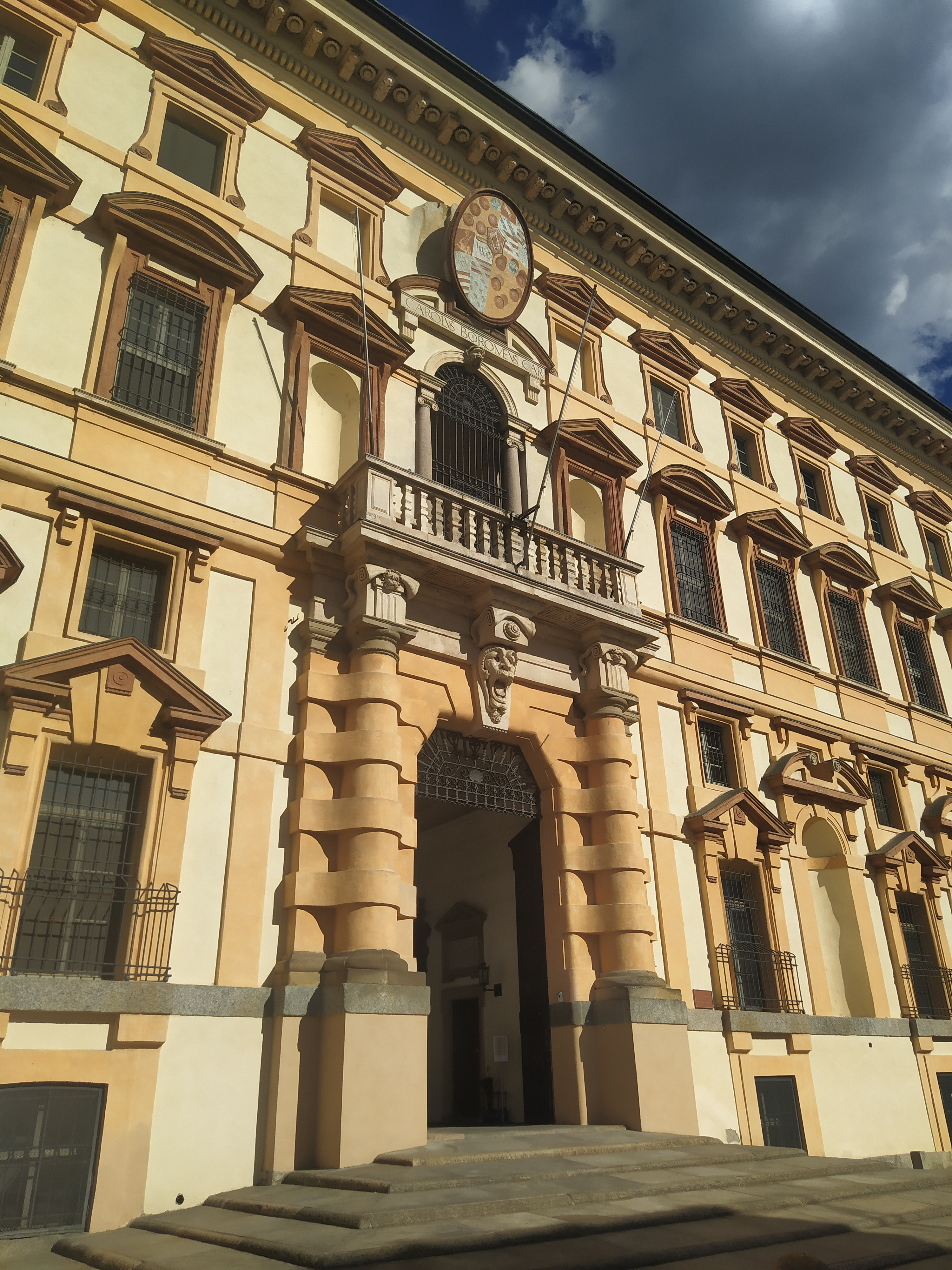
Le portail.
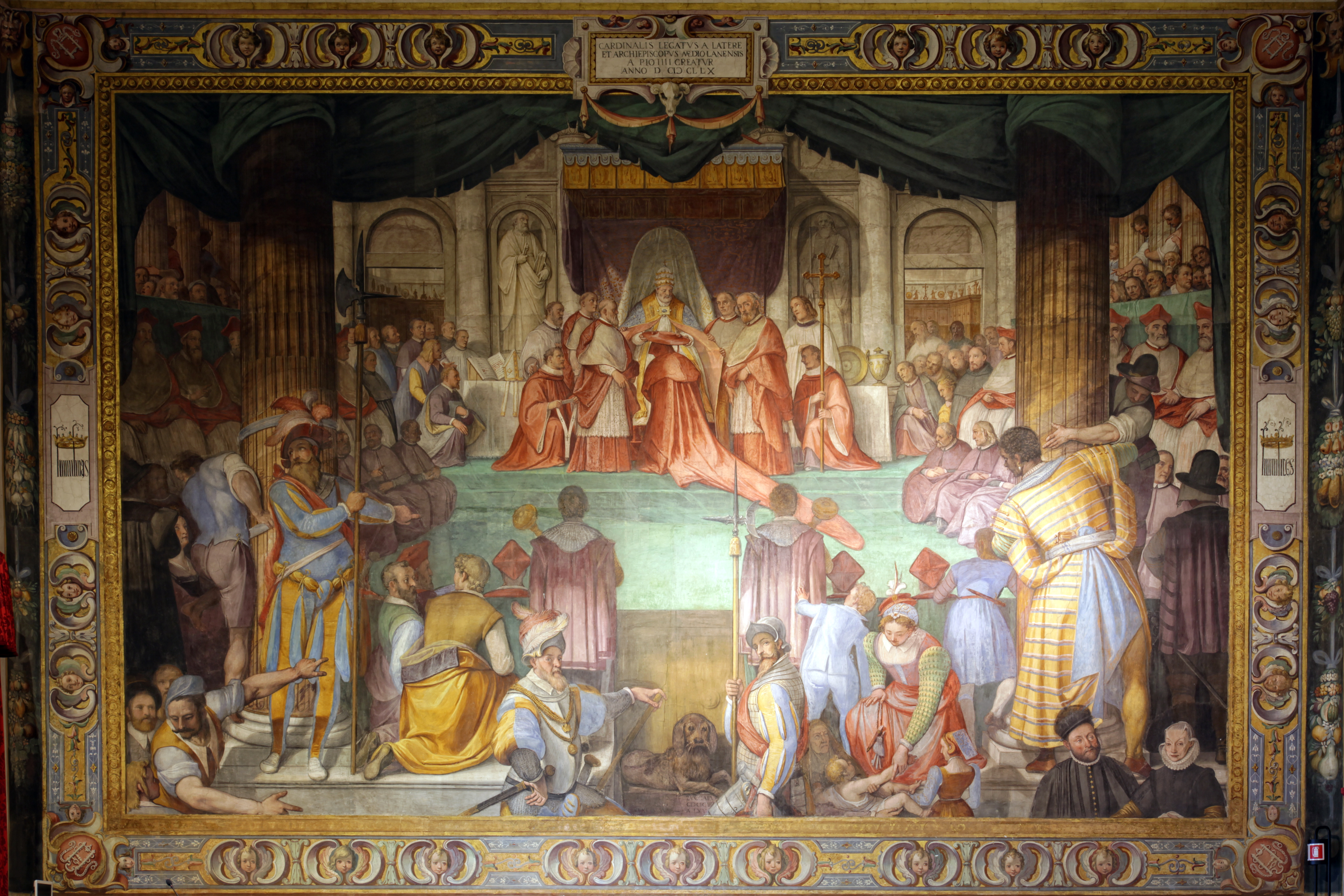
Federico Zuccari, Imposition du chapeau de cardinal à Saint Charles Borromée.
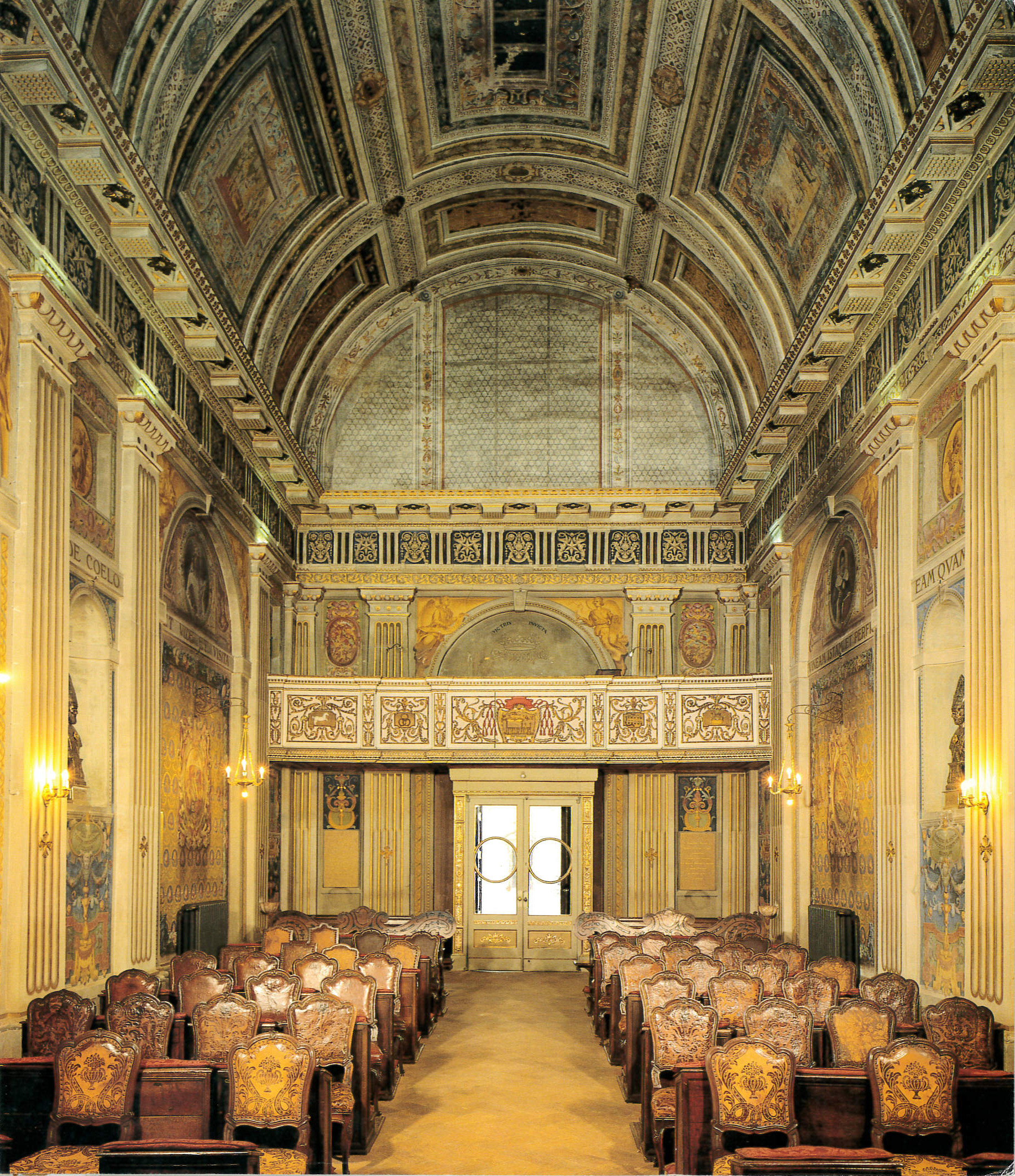
La chapelle.
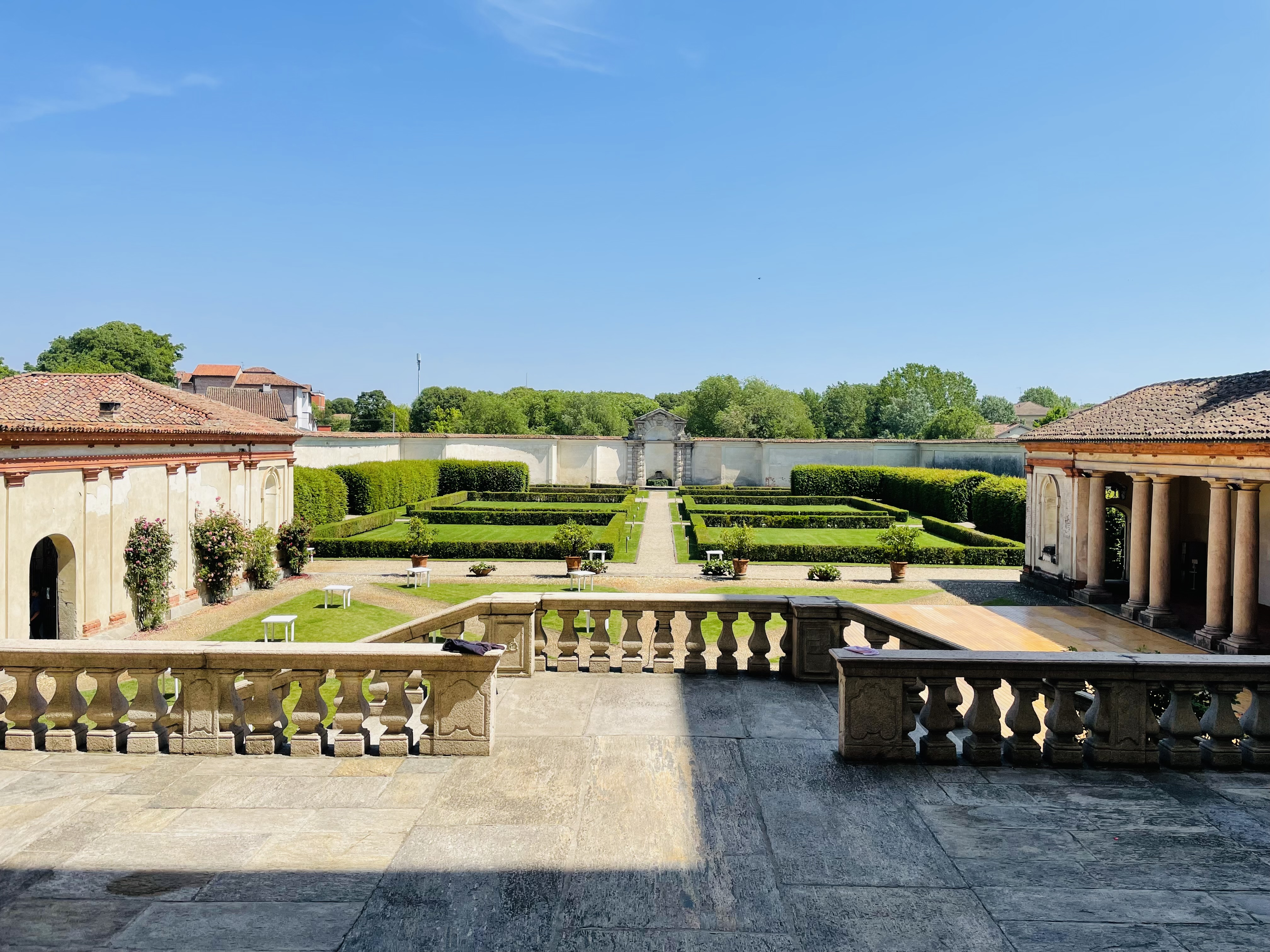
Jardin à l'italienne.
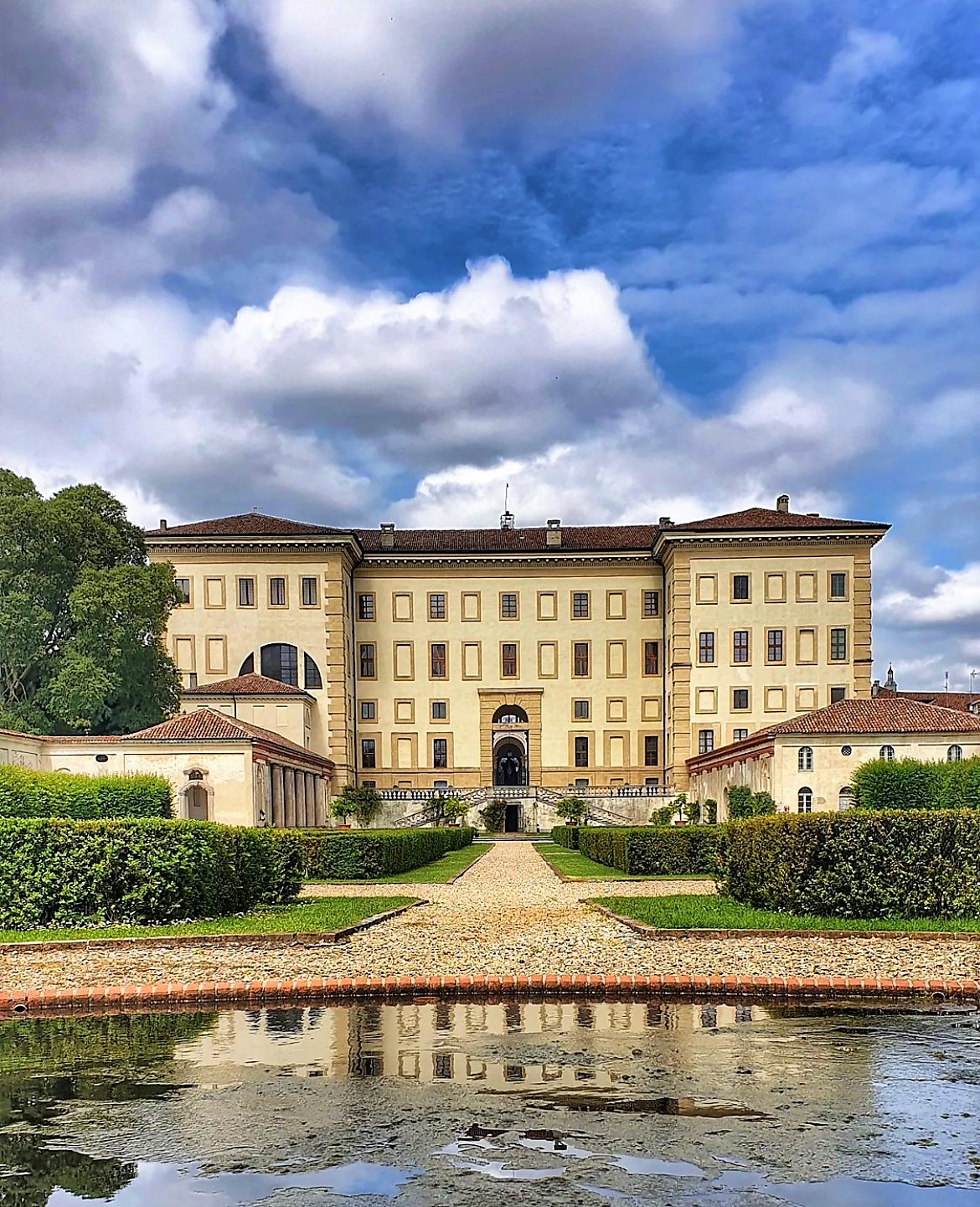
Jardin à l'italienne.

## Horti Borromaici
Les Horti Borromaici sont un vaste parc urbain (qui s'étend sur environ 3,5 hectares) situé dans le centre historique de Pavie, entre le Collegio et le Tessin, où l'habitat naturel rencontre l'art contemporain, la connaissance et l'inclusion sociale. Ils sont nés dans la seconde moitié du XVIe siècle, lorsqu'ils ont commencé à être exploités pour la culture de plantes fruitières, de vignes et de produits de jardin nécessaires à la subsistance des étudiants du collège. L'Horti a conservé une destination agricole jusqu'à la seconde moitié du XXe siècle, une vocation qui a permis à l'Horti d'échapper à l'expansion urbaine des années 1950 et 1960. En 2022, l'administration de l'Almo Collegio Borromeo a décidé de réaménager la zone, transformant le Horti en un grand espace public, ouvert gratuitement. Le parc comprend une vaste zone naturaliste, caractérisée par des voies navigables, où divers habitats ont été créés pour améliorer et sauvegarder la biodiversité, dans lequel plus de 3 000 arbres et arbustes indigènes ont été placés et une zone d'exposition en plein air. d'art contemporain, où sont exposées des œuvres de : Arnaldo Pomodoro, Nicola Carrino, Gianfranco Pardi, Luigi Mainolfi, Marco Lodola, Mauro Staccioli, Salvatore Cuschera, Ivan Tresoldi et David Tremlett.

## Admission
L'admission au collège fait suite Le portail.

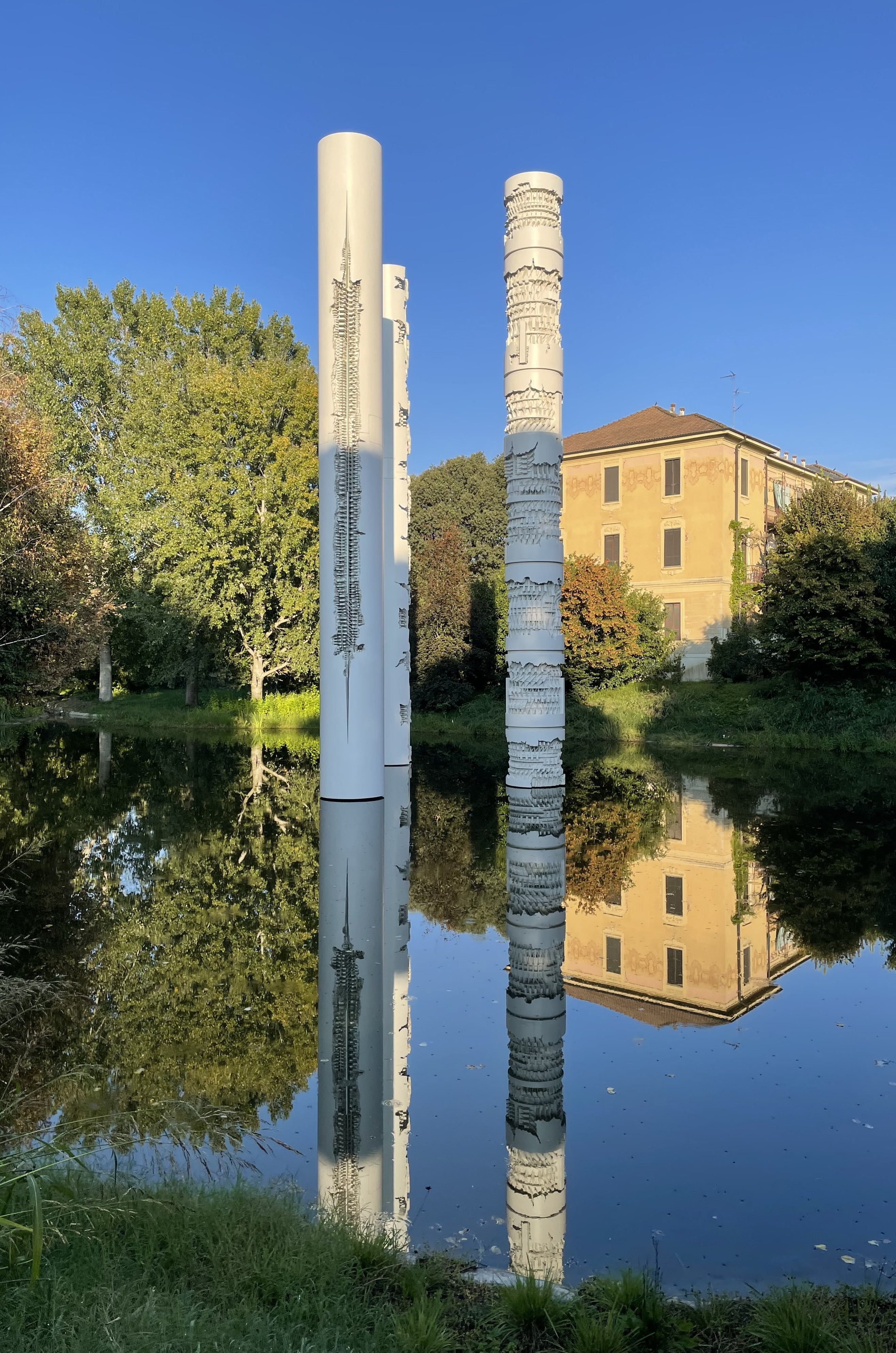
Arnaldo Pomodoro, Triade, 1979.

s peuvent postuler au concours d'admission. Ce concours est désormais organisé en collaboration avec la Scuola Superiore Studi Pavia IUSS, l'École d'études avancées, dont l'Almo Collegio Borromeo est membre fondateur et, en effet, le test d'admission est valable pour l'accès aux cours de l'IUSS dans la mesure de l'espace réservé au collège. Néanmoins, il est important de noter que l'obtention d'une place à Borromeo ne garantit pas automatiquement une place à l'IUSS : bien que ce ne soit pas la norme, il y a des étudiants de Borromeo qui ne sont pas étudiants de l'IUSS, comme les classements du concours IUSS et le concours Borromeo sont distincts et suivent des critères différents (en distinguant différentes classes et seuils).
La première partie du concours comprend une épreuve écrite administrée par l'IUSS, répartie dans les disciplines suivantes : italien, latin, histoire, philosophie, mathématiques, physique, chimie et biologie. Les problèmes de mathématiques, de physique et de chimie ont été récemment introduits. On peut choisir le parcours et les exercices quel que soit le cursus choisi et obtenir une note maximale de 20 points à cette épreuve écrite. Ceux qui obtiennent une note minimale de 12 points à l'épreuve écrite sont invités à deux épreuves orales. Dans ceux-ci, les candidats sont testés sur le contenu de leurs trois dernières années de lycée dans deux matières de leur choix, toutefois pertinentes pour leur cursus. Le test commence à partir d'un sujet choisi par l'étudiant et répertorié dans le calendrier (« tesario »; contenant la liste des sujets à préparer pour chaque discipline). L'examen oral peut rapporter jusqu'à 60 points, 30 pour chaque entretien. De plus, dans le cadre de ces tests, le candidat est interviewé par le recteur du collège approprié et, afin d'évaluer la force de son bagage culturel compatible, il passe un test de culture générale et un entretien d'aptitude avec un psychologue cherchant à déterminer son éligibilité. pour la vie collégiale. Ces derniers tests n'ont aucune valeur pour le concours IUSS mais contribuent 20 points au total à l'entrée de Borromeo. Pour être éligible, un candidat doit obtenir la note minimale de 65 points.

## Rétention
Pour conserver leur place au collège, les étudiants doivent avoir une moyenne universitaire d'au moins 27/30, sans notes inférieures à 24, et réussir tous les examens requis avant la clôture officielle de l'année universitaire. La capacité de parler au moins deux langues étrangères est requise, démontrée par des certificats spécifiques et internationalement reconnus. Les étudiants doivent également suivre des cours supplémentaires requis par l'IUSS ou, à défaut, suivre au moins deux cours internes par année universitaire.